# Tilleda (Wisconsin)
Tilleda es un lugar designado por el censo ubicado en el condado de Shawano en el estado estadounidense de Wisconsin. En el Censo de 2010 tenía una población de 91 habitantes y una densidad poblacional de 108,11 personas por km².

## Geografía
Tilleda se encuentra ubicado en las coordenadas 44°48′56″N 88°54′45″O / 44.81556, -88.91250. Según la Oficina del Censo de los Estados Unidos, Tilleda tiene una superficie total de 0.84 km², de la cual 0.73 km² corresponden a tierra firme y (13.54%) 0.11 km² es agua.

## Demografía
Según el censo de 2010, había 91 personas residiendo en Tilleda. La densidad de población era de 108,11 hab./km². De los 91 habitantes, Tilleda estaba compuesto por el 96.7% blancos, el 0% eran afroamericanos, el 3.3% eran amerindios, el 0% eran asiáticos, el 0% eran isleños del Pacífico, el 0% eran de otras razas y el 0% pertenecían a dos o más razas. Del total de la población el 0% eran hispanos o latinos de cualquier raza.
Es posible que el poblado fue creado por inmigrantes alemanes originarios de la comunidad del mismo nombre Tilleda (Kyffhäuser) en Alemania Central